# 武文牡
武文牡（發音：[vu˦ˀ˥ van˧˧ məw˦ˀ˥]；1914年7月25日—1998年8月20日）是越南共和国（南越）最后一任总理。
1914年7月25日，武文牡出生在越南河内。他获得巴黎大学法学博士后，在河内任律师。
1954年越南分治以后，他和妻子黃氏月眉（Hoàng Thị Nguyệt My）等全家人迁居南越西贡，任教于西贡大学院法律系，任職系主任。他被认为是民法和法律史专家。数年后他出任西贡最高法院法官。在这期间，他发表了《越南民法》等著作。
1963年，擔任外交部長，在佛教徒危機時，武文牡宣布辭職，並將剃髮如僧侶，以示對總統吳廷琰的抗議，吳廷琰怒而將他逮捕下獄。
1964年至1965年間，擔任越南共和國駐英國大使。
1970年代初，他被选为议员，成为一名突出的政治家。
1975年4月29日，他被杨文明总统任命为越南共和国总理，次日，越南共和國滅亡。1988年他遷居巴黎，並於1998年去世，享年84岁。